# Kasper Klostergaard
Kasper Klostergaard Larsen (Horsens, 22 maggio 1983) è un ex ciclista su strada danese, professionista dal 2002 al 2015.

## Carriera
Klostergaard passò professionista nel 2002 con la Glud & Marstrand, squadra danese in cui rimase per quattro stagioni e ottenne le prime vittorie da prof, una tappa al Tour de Berlin e una alla International Cycling Classic. Nel 2004 si aggiudicò anche il titolo nazionale nella cronometro a squadre.
Passato nel 2006 alla CSC, poi Saxo Bank, non ha più ottenuto vittorie rilevanti, partecipando però a due edizioni del Giro d'Italia, a una Vuelta a España e a diverse classiche. Con la selezione danese ha partecipato invece a tre campionati del mondo under-23.

## Palmarès
- 2004

2ª tappa Tour de Berlin (Rudow > Berlino)
- 2005

10ª tappa International Cycling Classic (Besenville)
- 2008

Sønderborg (Dybbøl > Dybbøl)

### Altri successi
- 2004

Campionati danesi, Cronometro a squadre (con Jens-Erik Madsen e Max Nielsen)
Criterium di Randers
- 2011

Criterium di Horsens

## Piazzamenti

### Grandi Giri
- Giro d'Italia

2009: 147º
2011: 153º
- Vuelta a España

2010: 140º

### Classiche monumento
- Milano-Sanremo

2011: 156º
- Giro delle Fiandre

2010: 91º
2011: 127º
2012: ritirato
- Parigi-Roubaix

2007: 64º
2009: 48º
2010: 14º
2011: 58º
2012: 85º

### Competizioni mondiali
- Campionati del mondo su strada

Hamilton 2003 - In linea Under-23: 68º
Verona 2004 - In linea Under-23: ritirato
Madrid 2005 - In linea Under-23: ritirato